# 徳山村立徳山中学校
徳山村立徳山中学校（とくやまそんりつ とくやまちゅうがっこう）は、かつて岐阜県揖斐郡徳山村上開田にあった公立中学校。

## 概要
- 徳山村は徳山ダムの建設により、門入地区以外の地域がダム湖に水没することとなったため、集団離村[注釈 3]。それに伴い廃校となった。
- 1947年4月から1958年3月までは徳山小学校に併設されていた。

## 沿革
- 1947年（昭和22年）4月 - 徳山村立徳山中学校として開校。徳山小学校との併設校であり、あわせて徳山小中学校と称した。校舎不足のため、徳山小学校櫨原分校に東谷分校、徳山小学校戸入分校に西谷分校を設置。
- 1954年（昭和29年）5月13日 - 徳山村の本郷地区の大火で、校舎が全焼。
- 1955年（昭和30年）4月 - 校舎を再建。
- 1958年（昭和33年）4月 - 徳山小学校との併設を解消。単独校となる。
- 1960年（昭和35年）
  - 12月5日 - 徳山村上開田に新築移転。
  - 12月7日 - 新校舎での授業を開始。
- 1961年（昭和36年）3月 - 西谷分校、東谷分校を廃止。
- 1987年（昭和62年）3月31日 - 住民の集団離村により廃校。形としては藤橋中学校に統合。